# Thermidorkrisen
Thermidorkrisen var de blodiga händelser i juli 1794 under den franska revolutionens skräckvälde som bland annat resulterade i att Maximilien de Robespierre störtades från makten den 9:e thermidor år II i Franska revolutionskalendern (motsvarande 27 juli 1794 i den Gregorianska kalendern) och dagen därpå avrättades tillsammans med sina anhängare.

## Källa
- Thermidor i Nordisk familjebok (andra upplagan, 1919)